# مايكل جيرسون
مايكل جيرسون (بالإنجليزية: Michael Gerson)‏ هو كاتب العمود أمريكي، ولد في 15 مايو 1964.

## وصلات خارجية
- مايكل جيرسون على موقع الموسوعة البريطانية (الإنجليزية)
- مايكل جيرسون على موقع إن إن دي بي (الإنجليزية)